# Ramiz Kariczew
Ramiz Isajewicz Kariczew, ros. Рамиз Исаевич Каричев (ur. w grudniu 1913 w Batumi, Imperium Rosyjskie, zm. 1969 w Moskwie, Rosyjska FSRR) – rosyjski piłkarz, grający na pozycji pomocnika, trener piłkarski.

## Kariera piłkarska
W 1934 rozpoczął karierę piłkarską w drużynie Dinamo Batumi. Latem 1937 został zaproszony do Torpeda Moskwa. Na początku 1950 przeszedł do Daugavy Ryga. W 1952 przeniósł się do klubu Kalev Tallinn, gdzie zakończył karierę piłkarza.

## Kariera trenerska
Po zakończeniu kariery piłkarza rozpoczął pracę szkoleniowca. Od 1954 do 1968 prowadził kluby Metałurh Zaporoże, Krasnoje Znamia Iwanowo, Awanhard Mikołajów, Awanhard Symferopol, Metałłurg Czerepowiec, Urałmasz Swierdłowsk, Zienit Iżewsk, Irtysz Omsk, Łokomotyw Winnica i Meszachte Tkibuli.
W 1969 zmarł w Moskwie w wieku 56 lat.

## Sukcesy i odznaczenia

### Sukcesy piłkarskie
Torpedo Moskwa
- brązowy medalista Mistrzostw ZSRR: 1945

### Odznaczenia
- tytuł Mistrza Sportu ZSRR